# Rick Jason
Rick Jason, bürgerlich Richard Jacobson, (* 21. Mai 1923 in Brooklyn, New York City, New York, Vereinigte Staaten; † 16. Oktober 2000 in Moorpark, Kalifornien, Vereinigte Staaten) war ein US-amerikanischer Schauspieler.

## Leben
Jason wurde als Richard Jacobson in Brooklyn, New York, in eine jüdische Familie geboren. Als Kind war er ein guter Schüler und bei seinen Mitschülern und Lehrern beliebt. Er machte seinen Abschluss an der Rhodes Preparatory School in Manhattan.
Rick Jason diente von 1943 bis 1945 im US Army Air Corps während des Zweiten Weltkriegs. In den späten 1960er und frühen 1970er Jahren besuchte er im Rahmen mehrerer USO-Einsätze amerikanische Truppen, die in Vietnam dienten.
Später suchte MGM nach einem Schauspieler, der Fernando Lamas im Film Sombrero von 1953 ersetzen sollte, und gab die Rolle Jason, der zuvor von Columbia Pictures entlassen worden war. Dies führte dazu, dass Jason in Der Empörer (The Saracen Blade, 1954) und This Is My Love (1954) besetzt wurde.
Im Jahr 1956 spielte Jason die Hauptrolle in „Rhe Fountain of Youth“, einem halbstündigen, nie verkauften Pilotfilm für das Fernsehen, dessen Drehbuchautor und Regisseur Orson Welles war und der 1958 mit dem Peabody Award ausgezeichnet wurde. Der Pilotfilm wurde am 16. September 1958 als Folge der Anthologie-Serie „Colgate Theatre“ ausgestrahlt.
Bald darauf erhielt Jason Angebote für Fernsehserien. Er hatte einen Gastauftritt in der Anthologie-Serie The Pepsi-Cola Playhouse von ABC. 1954 spielte er Joaquin Murietta, den berüchtigten mexikanischen Banditen des kalifornischen Goldrauschs, in einer Folge von Jim Davis ’ syndizierter Westernserie Stories of the Century, der Geschichte eines Eisenbahndetektivs, der Verbrechen im amerikanischen Westen untersucht. Er trat in der NBC-Interviewsendung Here’s Hollywood auf, in den Rawhide -Folgen „Incident of the Coyote Weed“ und „Incident of the Valley in Shadow“ und war 1969 eine Nebenrolle in The Monk.
1960 spielte er den Versicherungsdetektiv Robin Scott in „The Case of the Dangerous Robin“, einer syndizierten amerikanischen Fernsehserie, die nur eine Staffel lang lief. Sie wurde aufgrund von Jasons gesundheitlichen Problemen, darunter Rückenbeschwerden, nicht verlängert. 1962 begann er seine Hauptrolle in der Fernsehserie „Combat!“ als Zugführer 2nd Lt. Gil Hanley, seine wahrscheinlich denkwürdigste Rolle. In dieser Serie teilte er sich die Hauptrolle in einer abwechselnden Episodenrotation mit Vic Morrow als Sgt. Chip Saunders, obwohl in vielen Episoden beide auftraten. Die Show war ein Hit, der in fünf Staffeln 152 Episoden umfasste.
Nach Combat! kehrte Rick zur Bühnenschauspielerei zurück. Er drehte Filme in Japan und Israel, sowie Filme wie Color Me Dead (1969), The Day of the Wolves (1971), The Witch Who Came from the Sea (1976), Love and the Midnight Auto Supply (1977), Partners (1982) und Illegally Yours (1988). Er spielte auch Cornelius Vanderbilt in der Miniserie Around the World in 80 Days (1989). 1973 war er eine häufige Rolle in Schatten der Leidenschaft. In den 1960er Jahren war er auch eine beliebte Stimme für Fernsehwerbespots.

### Ruhestand
Nachdem er sich von der Leinwand zurückgezogen hatte, beschäftigte sich Jason mit der Synchronisation von Werbespots und schrieb seine Autobiografie „Scrapbooks of My Mind“. Im Jahr 2000 nahm er mit anderen Darstellern an einem Combat! -Treffen in Las Vegas teil.

### Privat
In seinem Privatleben spielte Jason gerne Gitarre, malte, bildhauerte, sammelte Weine, flog, jagte, fotografierte und züchtete tropische Fische.
Jason war fünfmal verheiratet: Cindy Jason (1983–16. Oktober 2000), Pat Nelson (1968–1970), Shirley JohnstonFebruary 14, (1964 –?), Jutta Parr (1962–1964), Aria Allen (1950–1962). Er hatte einen Sohn, Steven Parr.
Im Jahr 2000 veröffentlichte Jason seine Autobiografie „Scrapbooks of My Mind: A Hollywood Autobiography“. Das Buch beschreibt Jasons Kindheit in New York während der Weltwirtschaftskrise und erzählt Geschichten hinter den Kulissen seiner Film- und Fernsehkarriere. Nach seinem Tod im Oktober 2000 wurde das Buch aus dem Verkehr gezogen. Eine Version des Buches existiert online.
Jason starb eine Woche nach dem Combat! -Treffen am 16. Oktober 2000 in Moorpark, Kalifornien, wo er lebte, an einer selbst zugefügten Schusswunde. Er hinterließ keine Nachricht. Die Behörden sagten, der Schauspieler sei wegen nicht näher bezeichneter persönlicher Angelegenheiten „verzweifelt“ gewesen.
Sein Leichnam wurde eingeäschert und im Cathedral Mausoleum auf dem Hollywood Forever Cemetery in Hollywood, Los Angeles, Kalifornien beigesetzt.

## Vermächtnis
Zu Combat! hat der Popkulturwissenschaftler Gene Santoro geschrieben:
Das am längsten laufende Fernsehdrama über den Zweiten Weltkrieg (1962–1967) war eigentlich eine Sammlung komplexer 50-minütiger Filme. Gespickt mit Kampfszenen, verfolgen sie die Mühen eines Trupps vom D-Day an – eine düstere Sicht aus der Vogelperspektive auf Männer, die versuchen, ihre Menschlichkeit zu bewahren und zu überleben. Melodrama, Komödie und Satire spielen eine Rolle, als Lieutenant Hanley (Rick Jason) und Sergeant Saunders (Vic Morrow) ihre Männer nach Paris führen...
Produzent Steve Rubin schrieb eine Hommage an Jason, die am 20. Oktober 2000 in der Los Angeles Times veröffentlicht wurde:
Die Babyboomer-Generation hat am Montag einen ihrer Helden verloren – Rick Jason ist von uns gegangen. Er war besser bekannt als Lieutenant Hanley aus der langjährigen 1960er-Jahre-Serie „Combat!“ über den Zweiten Weltkrieg. Wie es in Hollywood-Kriegsfilmen oft heißt: Wir haben einen guten Mann verloren. Jason war nicht nur ein wunderbarer Mensch, ein hingebungsvoller Ehemann und ein großartiger Schauspieler, er war auch einer unserer besten Geschichtenerzähler mit Verbindungen zum „Goldenen Zeitalter“ Hollywoods.
Rubin schloss:
Für uns Babyboomer half Rick Jason, das Erbe des Zweiten Weltkriegs für diejenigen unter uns zu beleuchten, die zu jung waren, um es selbst zu erleben oder sich daran zu erinnern. Er verlieh dem Bild des kämpfenden Mannes Würde, während Vietnam uns in die andere Richtung bewegte. In diesen fünf Jahren voller Episoden brachte er uns jede Woche das Gefühl von Angst, Opferbereitschaft und der großen Liebe der Soldaten zueinander nahe. Jason und die Truppe waren für uns Bezugspunkte für die dynamische Ära der 1940er Jahre, als Amerika den Krieg gewann.

## Filmographie
- 1953: Sombrero
- 1954: Der Empörer (The Saracen Blade)
- 1954: This Is My Love
- 1956: The Lieutenant Wore Skirts
- 1957: The Wayward Bus
- 1958: Rx Murder
- 1958: Sierra Baron
- 1958: Colgate Theatre
- 1958–1960: Wenn man Millionär wär
- 1959: Alfred Hitchcock präsentiert (Alfred Hitchcock Presents)
- 1959: Rawhide
- 1960: Im wilden Westen
- 1968: Teppô denraikior (The Saga of Tanegashima)
- 1969: Color Me Dead
- 1969: Der Einzelgänger
- 1970: Ha-Pritza Hagdola
- 1971: The Day of the Wolves
- 1971: Die Leute von der Shiloh Ranch (The Virginian)
- 1971: Die Zwei von der Dienststelle
- 1971: Die Leute von der Shiloh Ranch
- 1974: Grüße aus dem Jenseits (A Time for Love)
- 1975–1976: Make-up und Pistolen
- 1976: The Witch Who Came from the Sea
- 1977: Love and the Midnight Auto Supply
- 1977: Proof of the Man
- 1977: Tod im Fahrstuhl (Ningen no shômei)
- 1978: Die Zwei mit dem Dreh (Switch)
- 1978: Wonder Woman
- 1979: Die liebestollen Stewardessen (Flying High)
- 1982: Zwei irre Typen auf heißer Spur (Partners)
- 1983: Ein Fall für Professor Chase
- 1983: Automan
- 1983: Shôsetsu Yoshida gakko
- 1984: Dallas
- 1984: Airwolf
- 1985: Agentin mit Herz
- 1985: Das Model und der Schnüffler
- 1988: Die Unschuld der Molly (Illegally Yours)
- 1988: Mord ist ihr Hobby
- 1989: In 80 Tagen um die Welt (Around the World in 80 Days)